# 杜瓦爾縣 (德克薩斯州)
杜瓦爾縣（英語：Duval County）是位於美國德克薩斯州南部的一個縣。面積4,651平方公里。根據美國人口調查局2000年統計，共有人口13,120人。縣治聖地牙哥。
成立於1858年。縣名紀念在德克薩斯革命中被處死的伯爾·哈里森·杜瓦爾。